# قاسم‌آباد (کشکوئیه)
قاسم‌آباد یک روستا در ایران است که در بخش کشکوئیه شهرستان رفسنجان واقع شده‌است. قاسم‌آباد ۲۲ نفر جمعیت دارد.